# Albert von Schrenck-Notzing

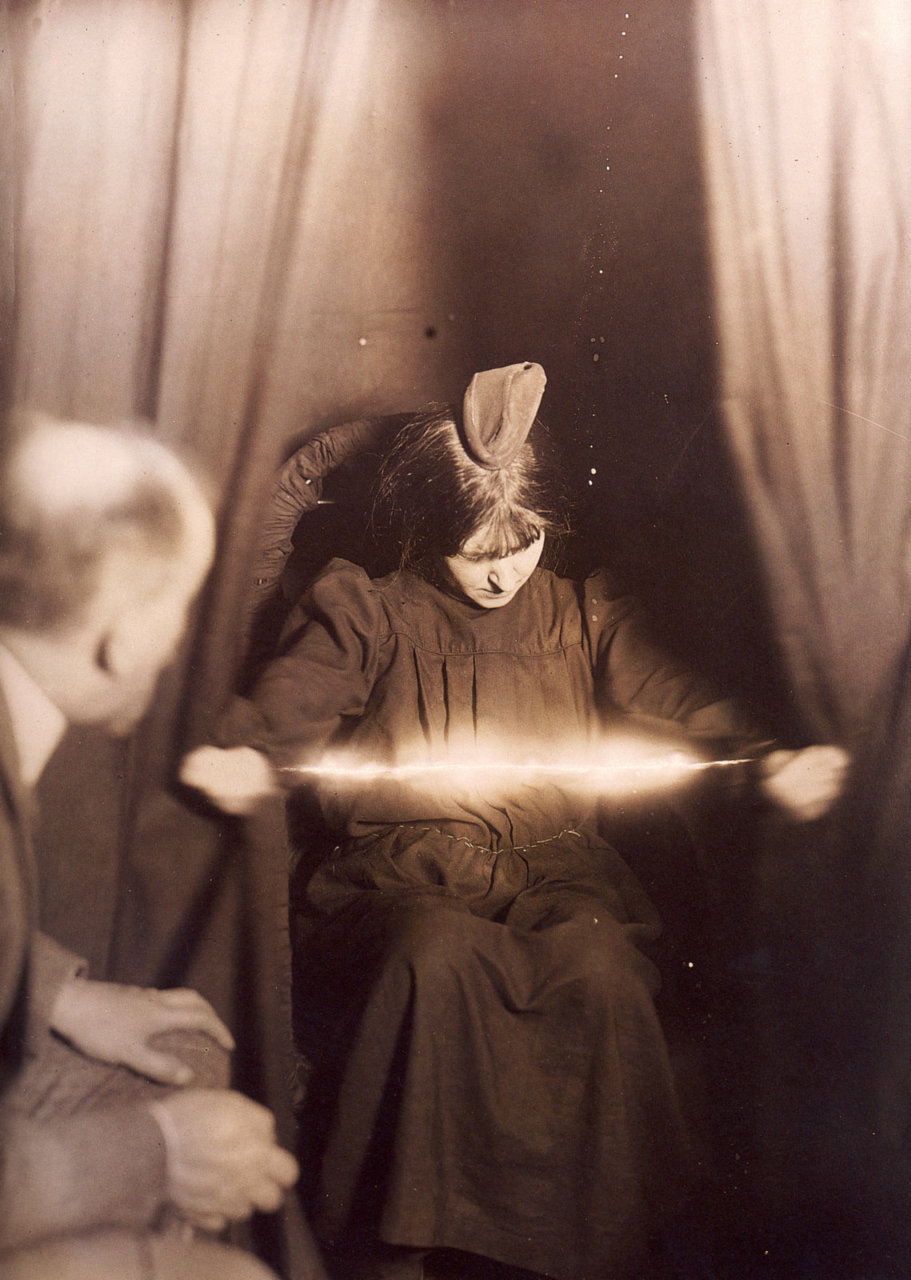
Eva Carrière podczas badania przez Alberta von Schrencka-Notzinga (1912)

Albert Philibert Franz Freiherr von Schrenck-Notzing (ur. 18 maja 1862 w Oldenburgu, zm. 12 lutego 1929 w Monachium) – niemiecki lekarz psychiatra, zajmujący się również parapsychologią, zjawiskami paranormalnymi, mediumizmem, hipnotyzmem i telepatią.

## Życiorys
Pochodził z patrycjuszowskiej rodziny Schrenck-Notzing; jego rodzicami byli Franz von Schrenck-Notzing i Meta z domu Abbes. Ukończył gimnazjum w Oldenburgu, następnie studiował medycynę na Uniwersytecie Ludwika i Maksymiliana w Monachium. Tytuł doktora medycyny otrzymał w 1888 roku. Przez następne lata praktykował w Monachium, zajmował się psychologią medyczną i psychoterapią. W 1892 ożenił się z Gabrielle Siegle, córką przemysłowca Gustava Sieglego. Dzięki małżeństwu stał się finansowo niezależny i mógł się całkiem poświęcić badaniom parapsychologicznym.
Był założycielem Gesellschaft für Metapsychische Forschung. Pracował przez niemal czterdzieści lat i przeprowadził doświadczenia z prawie każdym europejskim medium; do najbardziej znanych należeli Eusapia Palladino, Willi Schneider, Rudi Schneider, Eva Carrière, Valentine Dencausse, Franek Kluski, Stanisława Popielska, Stanisława Tomczyk, Maria Silbert, Einar Nielsen, Linda Gazzera, Lucia Sordi.
Miał dwóch synów: Leopolda (ur. 1894) i Gustava (ur. 1896).
Został pochowany na cmentarzu Leśnym w Monachium.

## Wybrane prace
- Ein Beitrag zur therapeutischen Verwertung des Hypnotismus, Leipzig: Vogel, 1888
- Der Hypnotismus im Münchener Krankenhause (links der Isar): eine kritische Studie über die Gefahren der Suggestivbehandlung. Leipzig: Abel, 1894
- Therapeautic Suggestion in Psychopathia Sexualis With Special Reference to Contrary Sexual Instinct. Philadelphia: F.A. Davis Co., 1898
- Der Kampf um die Materialisations-Phänomene: eine Verteidigunsschrift. München: Reinhardt, 1914
- Physikalische Phänomene des Mediumismus. München: Reinhardt, 1920
- Phenomena of materialisation: a contribution to the investigation of mediumistic teleplastics (1923)
- Experimente der Fernbewegung (Telekinese) im psychologischen Institut der Münchener Universität. Stuttgart: Union, 1924
- Grundfragen der Parapsychologie (1929)
- Die Entwicklung des Okkultismus zur wissenschaftlichen Parapsychologie in Deutschland. Leipzig, 1932